# Lissochlora carmen
Lissochlora carmen är en fjärilsart som beskrevs av Louis Beethoven Prout 1916. Lissochlora carmen ingår i släktet Lissochlora och familjen mätare. Inga underarter finns listade i Catalogue of Life.